# Valentin Gitermann
Valentin Gitermann (* 4. Juni 1900 in Uman (Ukraine); † 21. Juni 1965 in Zürich) war ein Schweizer Historiker, Staatsrechtslehrer, Geschichtslehrer, Redakteur, Politiker (SP) und Wirtschaftshistoriker.
Gitermann war ukrainischer Herkunft und lebte ab 1907 in der Schweiz. Er war u. a. Redakteur der sozialistischen Monatshefte Rote Revue sowie ab 1943 Nationalratsmitglied.

## Leben und Wirken
Er kam 1900 als Sohn des Lehrers Marcus Gitermann (1879–1935) und dessen Frau Chaja Mindlja Lwowna, geb. Seidmann – genannt Klara (1878–1945), in der Stadt Uman zur Welt. Sein Vater wurde als Sozialdemokrat im Zarenreich verfolgt. 1905 flüchtete die Familie zunächst nach Berlin, 1907 in die Schweiz. Gitermann besuchte Schulen in Zürich und studierte dann von 1919 bis 1923 Geschichte, Staatsrecht, Kunstgeschichte und Psychologie in Zürich, Berlin und Warschau. 1923 wurde er in Zürich zum Dr. phil. promoviert. Im Anschluss war er als Lehrer tätig, zunächst 1924 bis 1929 an der Handelsschule des Kaufmännischen Vereins und bis 1931 am Institut Minerva. Schließlich lehrte er von 1932 bis 1965 Geschichte und soziale Fragen an der Zürcher Töchterschule. Er hielt Vorträge zur Arbeiterbildung und gab Kurse an der Volkshochschule. 1930 trat er der SP bei, saß 1931 bis 1962 im Bildungsausschuss der SP Zürich und war 1946 bis 1952 Redakteur der Parteizeitschrift Rote Revue. Von 1944 bis 1965 vertrat er als Nachfolger von Ernst Nobs die SP im Nationalrat. Dort engagierte er sich in insgesamt 94 Kommissionen. Er beschäftigte sich in seiner politischen Arbeit vor allem mit kultur- und sozialpolitischen Fragestellungen. Zu seinen Forschungsthemen als Historiker gehörten unter anderem die Geschichte Russlands und der Schweiz, wobei er einen wirtschafts- und sozialgeschichtlichen Ansatz verfolgte.
Gitermann war dreimal verheiratet, ab 1925 mit Stefania Feigenbaum, ab 1934 mit Hedwig Oechsli und ab 1950 mit der Schauspielerin Lilian Westphal. Er ist der Vater der Schweizer Journalistin Isabel Baumberger.
Er fand seine letzte Ruhestätte auf dem Zürcher Friedhof Nordheim, an der Seite seiner Eltern. Das Grab besteht bis heute (Stand Februar 2017).

## Werke (Auswahl)
- Die historische Tragik der sozialistischen Idee. Oprecht, Zürich 1939.
- Geschichte der Schweiz. Augustin-Verlag, Thayngen-Schaffhausen 1941.
- Und nach dem Krieg? : Internationale Probleme der Nachkriegszeit. Oprech, Zürich 1944.
- Geschichte Russlands. 3 Bände, Büchergilde Gutenberg, Zürich 1944–1949.
- Die russische Revolution. In: Golo Mann (Hrsg.): Propyläen Weltgeschichte. Band 9: Das zwanzigste Jahrhundert. Propyläen-Verlag, Berlin / Frankfurt am Main 1960, ISBN 3-549-05017-8.